# 35 Hudson Yards

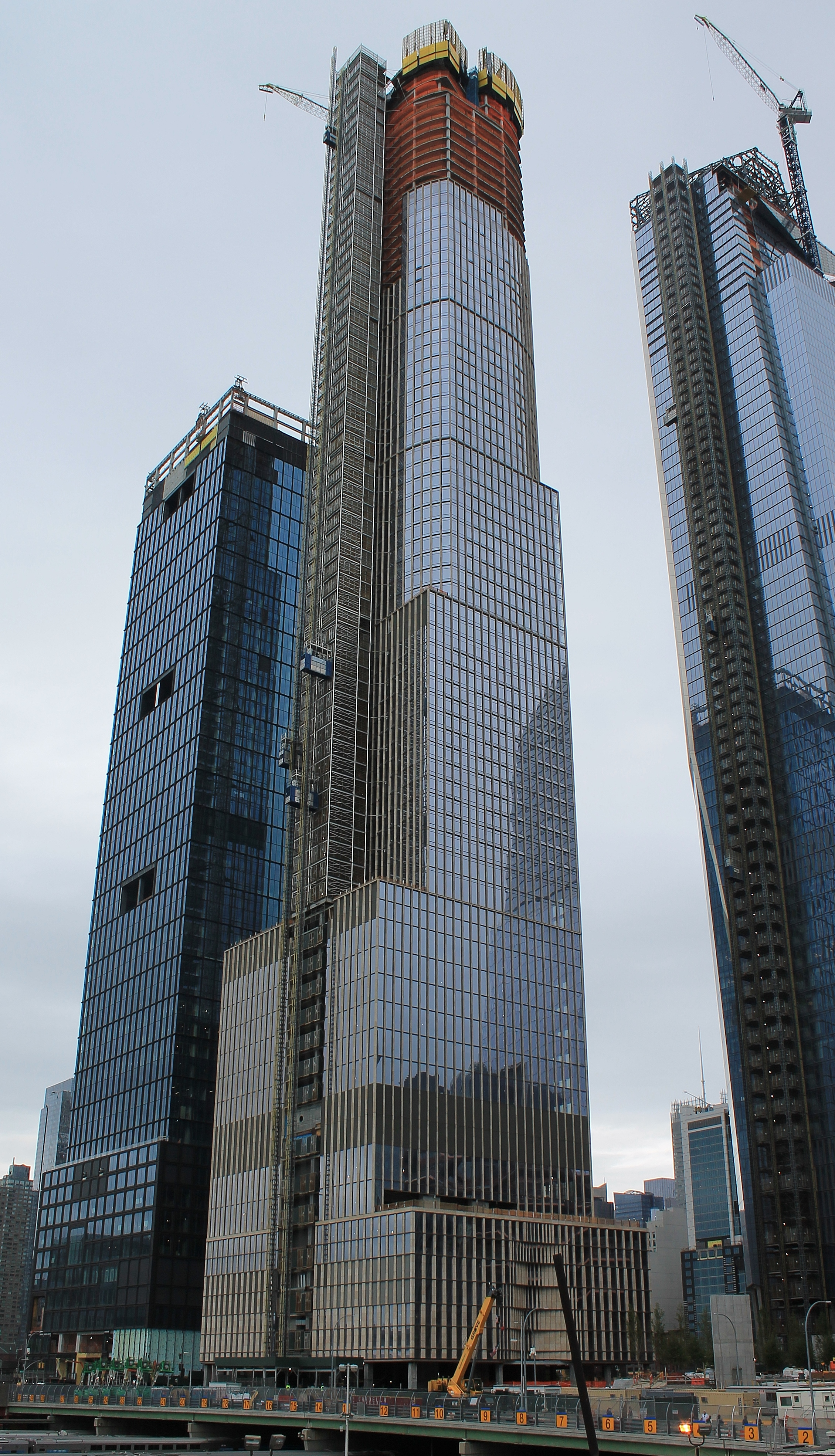
Construcción en junio de 2018.

35 Hudson Yards (también conocido como Tower E o Equinox Tower) es un rascacielos de uso mixto residencial y hotel ubicado en el West Side de Manhattan. Se sitúa cerca de los siguientes distritos: Hell's Kitchen, Chelsea and the Penn Station. El edificio forma parte del proyecto de desarrollo urbanístico Hudson Yards, un plan para reurbanizar los West Side Yards de la Metropolitan Transportation Authority. Los trabajos de construcción de la torre comenzaron el 4 de diciembre de 2014.

## Historia
El proyecto fue presentado al público por primera vez en verano de 2011. La torre forma parte del proyecto de desarrollo urbanístico Hudson Yards y está situado en 11th Avenue con West 30th Street. El diseño del edificio se cambió a un cilindro desde un paralelepípedo en diciembre de 2013.
La torre está concebida como una torre de apartamentos residencial y hotel. 35 Hudson Yards contendrá once plantas dedicadas a hotel. Adicionalmente, un mirador, una sala de bailes y un spa serán presumiblemente las instalaciones del edificio. Una gran plaza central irá ubicada a los pies del inmueble
La construcción de 35 Hudson Yards comenzó a principios de 2015 y será completada en 2018. Los permisos de construcción fueron solicitados en enero de 2015.

## Arquitectura y diseño

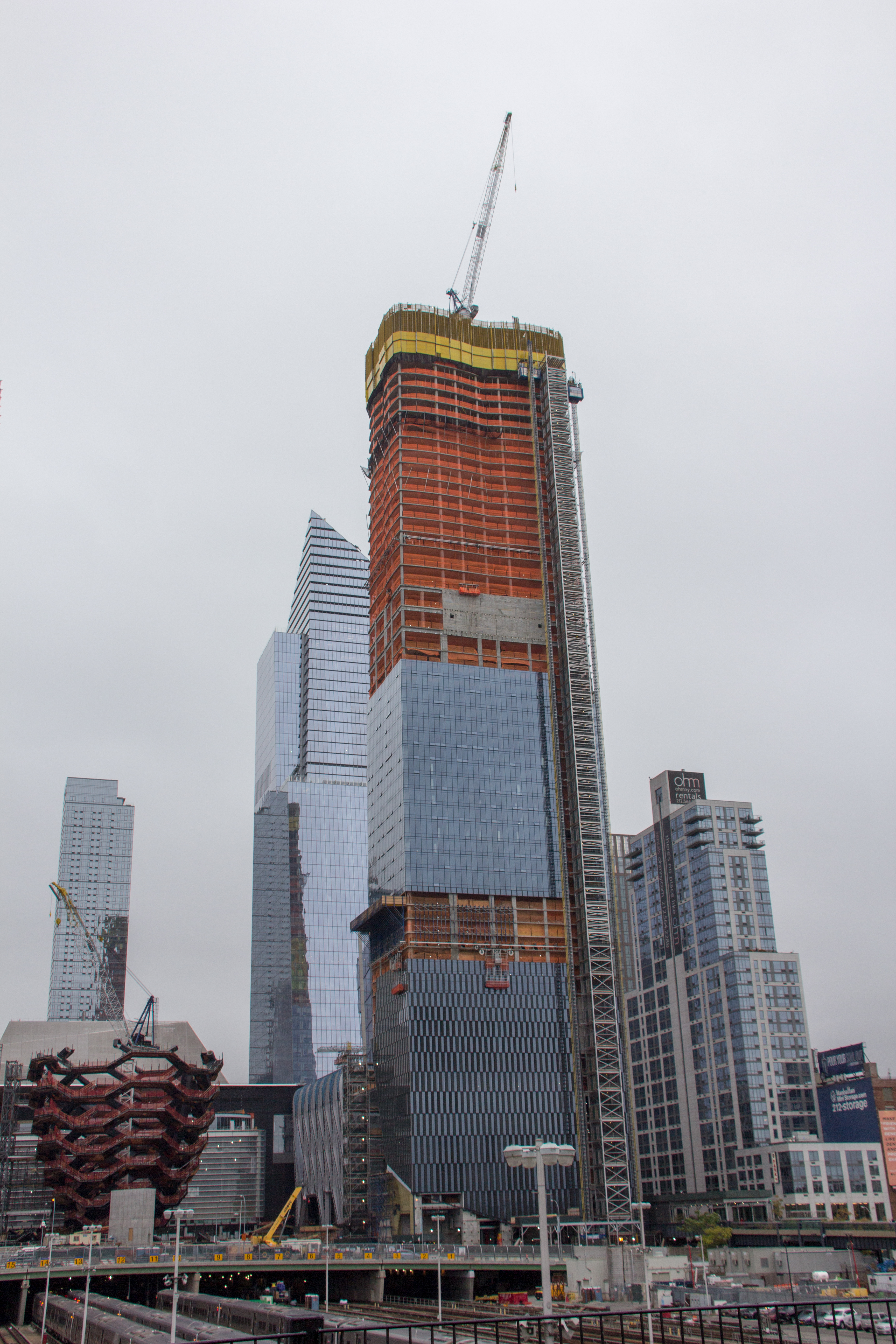
Fotografía del 35 Hudson Yards en construcción

El diseño del edificio recayó en David Childs, del estudio de arquitectura Skidmore, Owings & Merrill LLP (SOM). En origen iba a ser una torre de 274,3 m con retranqueos situados a varios intervalos, un nuevo diseño se presentó a principios de diciembre de 2013 en forma de tubo cilíndrico. El nuevo diseño supondrá un incremento en la altura hasta los 307,5 m.
El edificio tiene un observatorio-mirador a 24,4 m de altura en voladizo al aire libre.
A fecha de enero de 2015, la primera planta del edificio constituye la entrada del edificio. El espacio comercial está ubicado en las plantas 2, 4 y 5. El edificio contiene seis plantas de oficinas a partir de la planta 8. Los servicios del hotel están ubicados en las plantas 3, 6 y 7 las habitaciones van de la planta 17 a la 37. Hay 20 habitaciones por planta, excepto en la número 27, que tiene únicamente 17. Hay 135 apartamentos en las 36 plantas superiores.